# Formismus

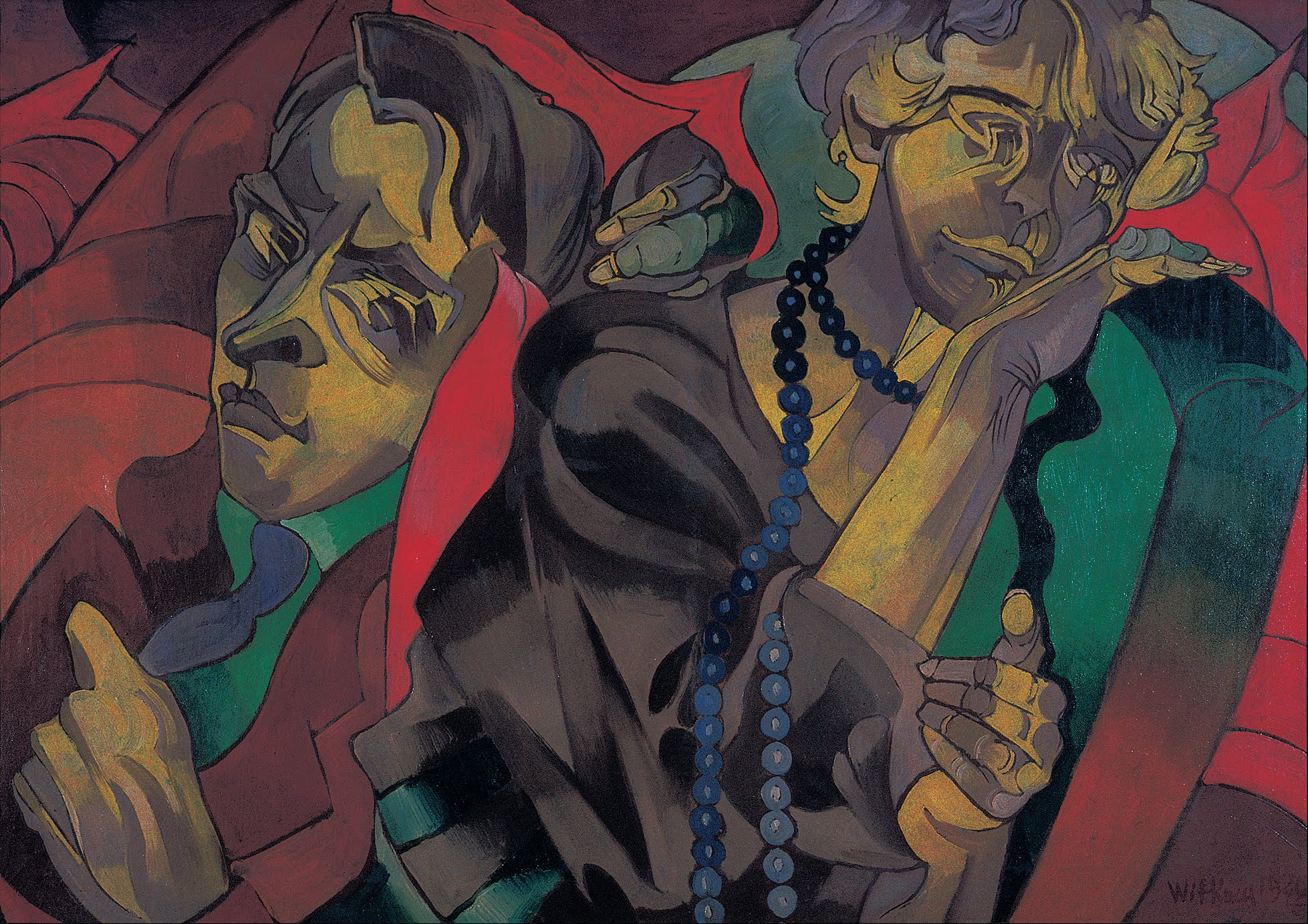
Stanisław Ignacy Witkiewicz, „Dwie głowy“ (deutsch: „Zwei Köpfe“), 1920, heute: Kunstmuseum Łódź

Der Formismus (polnisch Formizm, auch polnischer Formismus genannt) war eine künstlerisch-literarische Bewegung der polnischen Avantgarde in den Jahren 1917 bis 1922. Zu den Formisten gehörten Künstler verschiedener Gattungen bildender und darstellender Kunst, Literaten und Musiker. Neben dem Unismus des Władysław Strzemiński gilt der Formismus als eine der beiden wichtigsten Ausprägungen der polnischen Avantgarde.

## Geschichte
Bereits um 1910 begannen verschiedene polnische Künstler einen neuen Stil in Abgrenzung zum damals etablierten, in Polen üblichen Kunstverständnis der Młoda Polska zu suchen. Neben der Ablehnung der hier gepflegten realistisch-naturalistischen und symbolischen Kunst, flossen auch starke künstlerische Entwicklungen der westeuropäischen Nachbarländer zu dieser Zeit in die avantgardistischen Überlegungen ein: Kubismus, Expressionismus und Futurismus. Die sich in Krakau formierende Gruppe, die sich zunächst als „Polnische Expressionisten“ bezeichnete, organisierte erstmals am 4. November 1917 eine umfangreiche Kunstausstellung  (1. Wystawa Ekspresyonistów Polskich) mit 120 Werken. Unter den Exponaten befanden sich auch traditionelle Hinterglasmalereien aus der Podhale-Region – ein Zeichen der Anerkennung auch naiver Kunst sowie ein Verweis auf die enge Verbundenheit der Gruppe mit polnischen Traditionen.
Bei der dritten Ausstellung der Gruppe in Krakau im Sommer 1918 traten die Künstler dann unter der Bezeichnung Polnische Formisten (Formiści Polscy) auf. In Warschau, Lemberg und Posen bildeten sich nun ebenfalls formistische Gruppen. Bis 1922 veranstalteten die Formisten insgesamt 13 Ausstellungen in den genannten Städten; einige in Kooperation mit der Posener Künstlergruppe „Bunt“. Im selben Zeitraum erschienen sechs Ausgaben der von ihnen verlegten Kunstzeitschrift „Formiści“ (deutsch: „Die Formisten“). Zum Jahreswechsel 1921/1922 fiel die stärkste Regionalgruppierung (in Krakau) auseinander, womit das Ende der polnischen Formisten eingeleitet wurde.

## Verständnis und Bedeutung
Die Formisten beschäftigten sich mit der Bedeutung der Form, der die primäre Rolle in der Gestaltung zugesprochen wurde. Damit widersprachen sie dem Naturalismus, der die exakte Abbildung der Realität in der Kunst zu versuchen erreichte. In Anlehnung an den Kubismus wurde die (perspektivische) Tiefe des Dargestellten in der Fläche aufgelöst und der Versuch unternommen, die Realität von verschiedenen Standpunkten aus wahrzunehmen. Der Bruch der traditionellen Gestaltung des Raumes wurde durch die Verwendung übertriebener Konturen und Kontraste unterstrichen. Die Form der Gestaltung sollte durch das geistige Eintauchen in die Umwelt eine visuelle Umsetzung des Erlebten ermöglichen. Das Ergebnis bewegte sich zwischen den beiden Polen Abstraktion und Gegenständlichkeit.
Hauptziel der Formisten war die Schaffung eines modernen, nationalen und starken Ausdruckstils. Dazu mussten die Strömungen der westeuropäischen Avantgarde mit einheimischen Traditionen kombiniert werden. Verbindend ist den Werken und Ausdrucksformen der Formisten der Versuch, diesen gesuchten polnischen Geist der Moderne zu definieren. Die Vielfalt der Experimente mit expressionistischen, kubistischen, futuristischen, abstrakten und naiven Gestaltungsformen führte jedoch zu einer großen Bandbreite an Darstellungsformen, die oft gerade nicht einheitlich wirkten. So konnte der polnische Futurismus zwar keine originäre und in der Ausgestaltung abgrenzbare Theorie schaffen, doch bildete er die Grundlage für eine Erneuerung der polnischen Kunst und Literatur in formaler und teilweise thematischer Hinsicht. Er war der Vorläufer späterer polnischer Künstlergruppen, wie der „Awangarda Krakowska“, „Blok“ oder Praesens.

## Vertreter
Der wichtigste Theoretiker der Formisten war Leon Chwistek, der auch als Begründer der Bewegung gilt. Bedeutende Anhänger in Krakau waren Tytus Czyżewski, Henryk Gotlib, Jan Hrynkowski, Jacek Mierzejewski, Tymon Niesiołowski, die Brüder Andrzej  und Zbigniew Pronaszko, Konrad Winkler, Stanisław Ignacy Witkiewicz und August Zamoyski. Warschauer Vertreter waren Romuald Kamil Witkowski, Wacław Wąsowicz, Jerzy Zaruba und Mieczysław Szczuka. In Lemberg waren Leon Dołżycki und Ludwik Lille aktive Formisten.